# Dactylamblyops fervida
Dactylamblyops fervida är en kräftdjursart som beskrevs av Hansen 1910. Dactylamblyops fervida ingår i släktet Dactylamblyops och familjen Mysidae. Inga underarter finns listade i Catalogue of Life.